# LILRA5
El miembro 5 de la subfamilia A del receptor de tipo inmunoglobulina de leucocitos, también conocido como miembro F de la familia similar al antígeno CD85 (CD85f) o receptor similar a la inmunoglobulina leucocitaria 9 (LILR9) es una proteína que en humanos está codificada por el gen LILRA5.
Este gen es miembro de la familia de receptores de tipo inmunoglobulina leucocitaria (LIR) que se encuentra localizado dentro del complejo de receptores leucocitarios en la región cromosómica 19q13.4.

## Estructura
LILRA5 puede encontrarse anclada a la membrana o proteína secretada. En su forma anclada a la membrana, LILRA5 consta de dos dominios de tipo inmunoglobulina en la región extracelular, un dominio transmembrana formado por residuos de arginina, y un dominio citoplasmático corto. En su forma secretada, LILRA5 únicamente contiene el dominio extracelular.

## Expresión
LILRA5 se expresa en monocitos CD14+. No obstante, también se ha detectado la expresión de esta proteína en neutrófilos pero sólo al nivel del mRNA.
Se ha visto que la unión de esta proteína a su receptor en monocitos induce el flujo de calcio y la secreción de citoquinas proinflamatorias, lo que sugiere que LILR5 está implicada en la activación de respuestas inmunes innatas.   

## Función
La función de esta proteína sigue siendo desconocida. Sin embargo, como presenta una gran homología con otras proteínas LILR se cree que desempeñaría funciones muy similares a otros miembros de la familia LILR. Por tanto, se cree que sería capaz de modular la actividad de los monocitos, activando o inhibiendo las respuestas inmunes.

## Implicaciones patológicas
Nuevos estudios de GWAS han asociado las variaciones genéticas en LILRA5 con el desarrollo de Alzheimer esporádico o de inicio tardío (LOAD). Debido a su proximidad en el clúster genético del cromosoma 19q13.4 a LILRB2 se cree que LILRA5 también puede contribuir a la pérdida sináptica y al deterioro cognitivo de la enfermedad de Alzheimer.
LILRB2 codifica para el miembro 2 de la subfamilia B del receptor de tipo inmunoglobulina leucocitaria (LILRB2). Esta proteína desempeña un papel fundamental en la inhibición de la regeneración axonal y la recuperación funcional tras una lesión cerebral. Sin embargo, estudios recientes demuestran que LILRB2 es un receptor para el péptido β amiloide de alta afinidad, de manera que sus mutaciones pueden contribuir a la pérdida sináptica y al deterioro cognitivo de la enfermedad de Alzheimer.